# Park Narodowy Stelvio
Park Narodowy Stelvio (wł. Parco nazionale dello Stelvio, niem. Nationalpark Stilfser Joch) – park narodowy położony w Alpach Retyckich we Włoszech, największy park narodowy kraju. Utworzony w celu ochrony krajobrazu alpejskiego Lombardii.
Ważną bazą parkową jest miasto Bormio. W parku znajduje się najwyższy szczyt Tyrolu, Ortler (3905 m n.p.m.) położony w Masywie Ortleru.
Park oferuje turystom, szczególnie zaś miłośnikom sportu, zarówno liczne trasy narciarskie jak i szlaki piesze. Łączna długość tych ostatnich wynosi w przybliżeniu 1600 km. Odwiedzającym park szczególnie polecana jest dolina Valle dello Zebrù.

## Awifauna
Od 2000 roku BirdLife International uznaje park za ostoję ptaków IBA. Wymienia 13 gatunków, które zaważyły na tej decyzji. Należy do nich jeden gatunek bliski zagrożenia – góropatwa skalna (Alectoris graeca). Pozostałe 12 to gatunki najmniejszej troski. Należą do nich dwa dzięcioły – zielonosiwy (Picus canus) i trójpalczasty (Picoides tridactylus) oraz dwa szponiaste – sokół wędrowny (Falco peregrinus) i orzeł przedni (Aquila chrysaetos). Do uznanych przez BirdLife za „trigger species” kuraków należą jarząbek (Bonasa bonasia), cietrzew zwyczajny (Lyrurus tetrix), głuszec zwyczajny (Tetrao urogallus) oraz wspomniana góropatwa skalna. Pozostałe gatunki to wróblowe – wieszczek (Pyrrhocorax graculus), pomurnik (Tichodroma muraria), śnieżka zwyczajna (Montifringilla nivalis), płochacz halny (Prunella collaris) oraz osetnik zwyczajny (Carduelis citrinella).